# Auvers-Saint-Georges
Auvers-Saint-Georges là một xã ở tỉnh Essonne thuộc vùng Île-de-France miền bắc nước Pháp.
Người dân tại đây trong tiếng Pháp là Auversois.